# Napaea paupercula
Napaea paupercula är en fjärilsart som beskrevs av Jose Francisco Zikán 1952. Napaea paupercula ingår i släktet Napaea och familjen Riodinidae. Inga underarter finns listade i Catalogue of Life.